# 唐兴和
唐兴和（1971年2月—），安徽庐江人，中华人民共和国政治人物。

## 生平
1999年7月，加入中国共产党，1996年，毕业于安徽大学中文系汉语言文学专业。后进入共青团安徽省委宣传部。2012年，担任安徽省政府办公厅副主任。2013年4月，担任甘肃省委办公厅副主任。2015年5月，担任甘肃省委副秘书长、政策研究室副主任。2016年4月，担任中共甘肃省委副秘书长、政策研究室主任。2017年10月，涉嫌严重违纪接受组织审查。